# Dikwa
Dikwa és una ciutat de l'estat de Borno, a Nigèria.

## Història de Dikwa
Dikwa fou part del regne de Borno abans de ser capturada per Rabah el 1893. Aquest va fortificar la ciutat i Dikwa va esdevenir la capital del seu regne de 1893 a 1900.
El 1900 els francesos van derrotar a Rabah i van capturar Dikwa. La ciutat va ser entregada als alemanys el 1902 a causa d'un tractat que s'havia signat el 1893 entre els alemanys i els britànics que estipulava que la ciutat de Dikwa hauria d'esdevenir alemanya. Aquest tractat és a l'origen de l'emirat de Dikwa.
Entre 1902 i 1916, Dikwa fou la capital del que els europeus van anomenar Bornu Alemany. Després de la Primera Guerra Mundial i fins al 1961, la ciutat i l'emirat de Dikwa va ser administrat pels britànics primer com a mandat de la Societat de Nacions (1921-1946) i després com a fideïcomís de les Nacions Unides. El 1942, Dikwa va deixar de per ser la capital de l'emirat que es va traslladar a Bama. Aquesta ciutat esdevenia la capital de l'Emirat que no obstant va mantenir el seu nom d'emirat de Dikwa.

El 1961, després d'un plebiscit de Nacions Unides, la ciutat i l'emirat van esdevenir oficialment part de Nigerià.

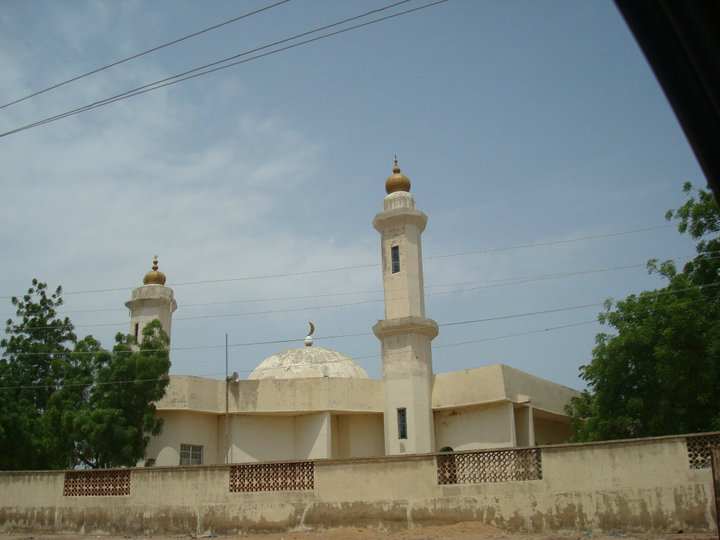
Mesquita de Dikwa (2010)
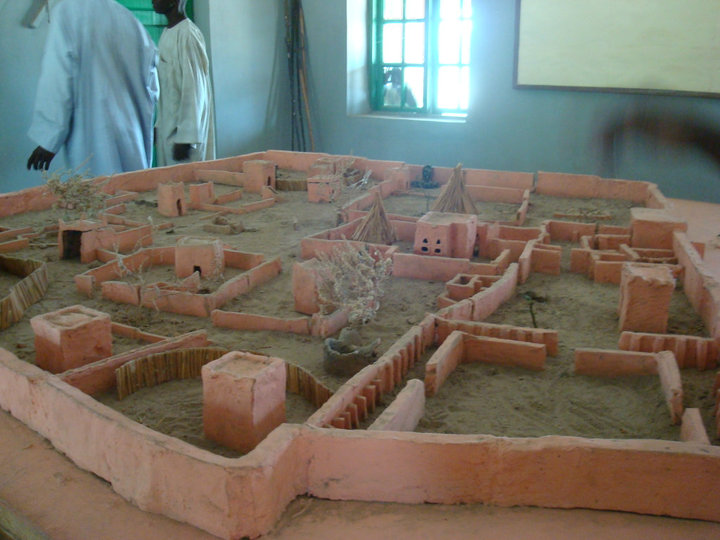
Fort de Dikwa model (Museu de Dikwa - 2010)
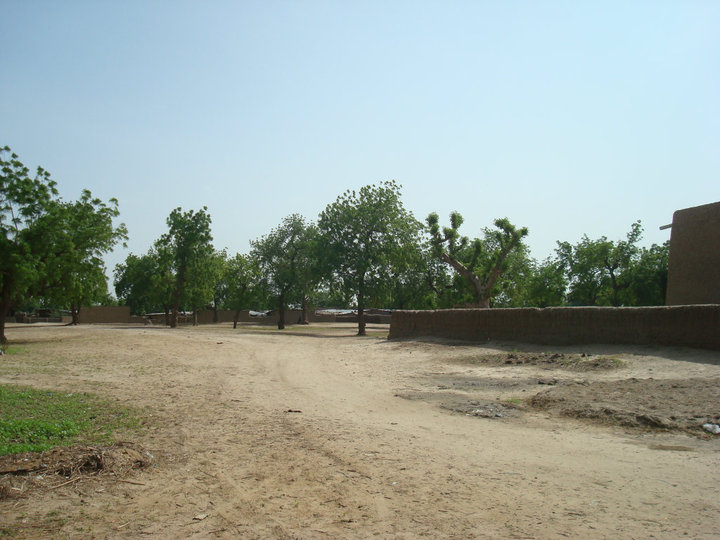
Parets de Dikwa fort (2010)
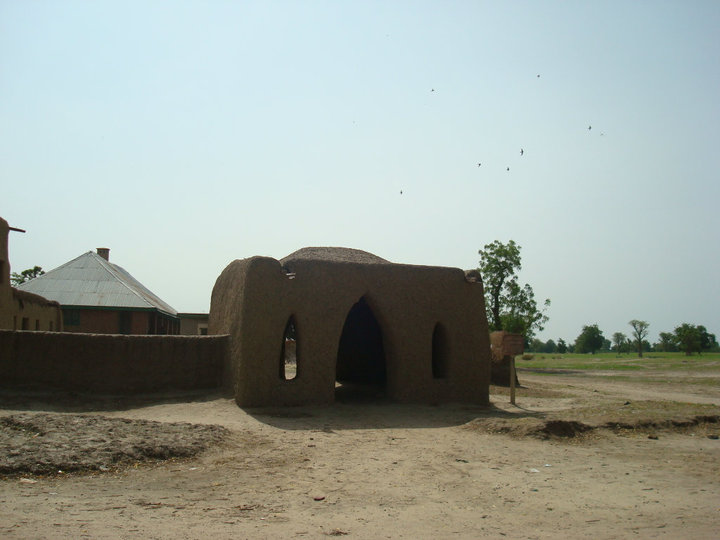
Torre i parets de Dikwa fort(2010)

## Àrea de Govern local de Nigèria
Dikwa és també el nom d'una Àrea de Govern Local de l'estat de Borno, a Nigèria. La seva capital és la ciutat de Dikwa, la qual és també la seu de l'emirat de Dikwa.
L'àrea té una superfície de 1.774 km² i una població de 25.300 habitants el 2010 segons Africapolis. El 2006 cens va donar un nombre calculat de 105.909 habitants però, com per la resta de Nigèria, aquestes figures haurien de ser agafades amb precaució.